# Pandémie de Covid-19 en Grèce
La pandémie de Covid-19 en Grèce démarre officiellement le 26 février 2020. À la date du 12 septembre 2022, le bilan est de 32 757 morts.
La Grèce a été l'un des pays les moins touchés d'Europe avec 182 morts et près de 3 000 cas jusqu'en juin 2020. Le pays connait cependant en fin d'année 2020 une deuxième vague se diffusant beaucoup plus fortement que la première. Le pays enregistre plus de 10 000 morts au 25 avril 2021.

## Évolution de la pandémie
Le premier cas en Grèce est enregistré le 26 février 2020, le premier décès le 12 mars 2020.
La barre des 10 cas est dépassée le 5 mars 2020 ; celle des 100 cas le 12 mars ; celle des 1 000 cas le 28 mars ; celle des 10 000 cas le 30 août ; celle des 100 000 cas le 27 novembre 2020 ; et celle des 1 000 000 cas le 5 décembre 2021.
La barre des 10 morts est atteinte le 20 mars 2020 ; celle des 100 morts le 14 avril ; celle des 1 000 morts le 14 novembre ; et celle des 10 000 morts le 25 avril 2021.
La Grèce connaît une quatrième vague à partir d'octobre 2021.

### Élevage de visons
Des visons contaminés ont été signalés dans des élevages en novembre 2020. Or, il semble que le covid-19 se transmet des humains aux visons et réciproquement. Dans le second cas des variantes apparaissent, dont certaines sont susceptibles de compromettre l’efficacité des vaccins. Les élevages concernés sont abattus. La Grèce compte quatre-vingt-dix fermes de visons dans lesquelles sont élevés pour leur fourrure plus d’un million de ces animaux.

## Gestion de la pandémie

### Confinement et restrictions
Des échauffourées opposent le 16 avril la police à des militants du parti néo-nazi Aube dorée qui tentaient d'organiser une procession du Vendredi saint, malgré l'interdiction de tout rassemblement religieux due à l'épidémie de Covid-19.
Le pays engage le déconfinement de sa population à la mi-mai. Le mercredi 11 novembre, la Grèce adopte un couvre-feu national de 21h à 5h, en vigueur à partir du vendredi suivant.
Le 12 novembre 2020 le gouvernement décrète « le confinement de tout le pays, et un couvre-feu d’abord fixé à 00 h 30, puis à 21 heures ». Le 13 novembre, les médecins manifestent « pour obtenir plus de moyens, reprochant au gouvernement d’avoir ouvert le pays au tourisme en juin, en négligeant les préparatifs en vue de la seconde vague ». Bars, théâtres, cinémas et restaurants sont fermés, « les rassemblements à plus de quatre sont interdits, comme les réunions familiales à plus de six, tandis que les procédures d’autorisation de sortie ont été durcies : il faut signaler son déplacement par texto, et attendre le feu vert – rapidement donné par retour – des autorités ».
La Grèce, confinée depuis novembre 2020, a, en mars 2021, son plus fort taux quotidien d'infections, avec plus de 2 700 nouveaux cas. Le bilan total de morts est de 6 600 environ. Près de 200 000 personnes ont été infectées depuis le début de la pandémie, plus de 430 sont hospitalisées en soins intensifs.
En février 2021, le gouvernement grec et l'état d'Israël concluent conjointement un accord touristique facilitant à leurs concitoyens mutuels, ayant été vaccinés contre le coronavirus, de voyager sans restriction entre ces deux pays.
Le gouvernement impose de nouvelles restrictions aux personnes non vaccinées à partir de novembre 2021. Elles ne pourront plus entrer dans les espaces clos, comme les musées, les théâtres ou les salles de sport, même en présentant un test PCR ou antigéniques négatifs. Environ 6 500 employés non vaccinés sont à l'écart.
À la fin du même mois le gouvernement durcit sa position en déclarant que "les plus de 60 ans qui n'auront pas pris de rendez-vous vaccinal d'ici au 16 janvier devront payer une amende de 100 euros par mois."
Les contrôles violents des forces de police contre des personnes ne respectant pas les règles de confinement ont été dénoncés en 2021 par de grandes manifestations contre la violence policière.
En octobre 2022, plus de 2 000 personnels de santé, dont quelque 170 médecins, restent non vaccinés, mais le 29 novembre le gouvernement annonce leur réintégration ainsi que celle des employés mis à l'écart à partir du 1° janvier 2023.

### Camps de migrants
L'ONG Human Rights Watch appelle le gouvernement grec à « prendre immédiatement des mesures de décongestion » des camps de migrants surpeuplés sur les îles en mer Égée « afin d'éviter une crise de santé publique ». L'ONG rappelle notamment que « les images des conditions sordides dans les camps d'accueil et d'enregistrement à Lesbos, Chios, Samos, Kos et Leros montrent que les critères minimum de protection contre le Covid-19 ne sont pas respectés ». Le 23 avril, deux demandeurs d'asile ont été blessés par balle par la police à Lesbos après avoir apparemment violé les règles du confinement.

### Politique
Une manifestation symbolique d'enseignants a lieu le 24 avril devant le Parlement pour contester l'adoption d'un projet de réforme de l'éducation qui augmente le nombre des heures d'enseignement et introduit un «projet-pilote» pour l'enseignement de l'anglais en maternelle. Les syndicats contestent également le rétablissement de la note évaluant la « conduite de l'élève », une mesure renvoyant à des périodes de répression politique en Grèce, et regrettent que l'enseignement à distance pendant le confinement n'ait été que très peu appliqué en raison des défaillances du système éducatif, très affaibli après les coupes dans les dépenses publiques pendant la crise financière.
Le Parlement grec adopte début mai une réforme controversée de la politique pétrolière, suscitant les protestations des associations environnementales qui accusent le gouvernement d’avoir profité du blocage des institutions causée par coronavirus pour la faire adopter plus facilement.
Le Parlement adopte pour l'année 2021 un budget comprenant une baisse de 20 % des dépenses de santé afin de financer une hausse des dépenses militaires,.
Le Premier ministre Kyriakos Mitsotakis nomme comme ministre de la Santé Athanassios Plevris, issu de l’extrême-droite, en septembre 2021. Les analystes affirment qu'à travers cette nomination le Premier ministre espère notamment amadouer les partisans de la lutte contre le vaccin, dont les chefs de file sont issus de cette mouvance politique.

## Traitements

### Limites du système de santé
Une étude d’Amnesty International publiée en avril 2020 alarme sur l'état de délabrement du système de santé grec après une décennie d'austérité. Les dépenses publiques consacrées à la santé ont considérablement diminué : entre 2009 et 2017, celles-ci ont chuté de 42 %. En conséquence, les hôpitaux publics ont subi des suppressions massives de lits, jusque dans les unités de soins intensifs, mais aussi des pénuries de médicaments, de vaccins et de fournitures de base (cathéters, bandages, seringues).
Depuis l'été 2020, les médecins et laboratoires ont reçu pour consigne de déclarer le nombre de cas quotidiennement sur deux registres, l'un tenu par l’organisation nationale de santé publique (EODY) et l'autre par une société privée bénéficiant d’un contrat juteux. Cette dernière aurait caché le nombre de cas réels menant à une mauvaise gestion de la seconde vague. Une enquête est filialement ouverte en décembre.
Le Parquet grec ouvre une enquête fin avril sur de possibles négligences de la part des responsables de deux cliniques privées où le coronavirus s'est particulièrement propagé.

### Traitements médicaux
Dès le début de la pandémie, masques et solutions antiseptiques sont en vente dans les pharmacies. Les mesures mises en place en Grèce, y compris dans les îles, sont  les plus actives et les plus strictes d'Europe, le protocole Raoult est appliqué : "Les patients hospitalisés reçoivent un traitement par azithromycine et hydroxychloroquine et par anticoagulants pour la prévention de la TVP" explique Vasiliki Georgakopoulou, pneumologue à l’Hôpital Général Laïko d’Athènes en juin 2020.
La société Uni-Pharma, située à Nea Kifissia, en banlieue nord d’Athènes, réactive une vieille licence d'hydroxychloroquine : « La situation était urgente en mars » et « la société a eu le réflexe de demander à l’Organisme national des médicaments (EOF) de réactiver cette vieille licence quelques jours avant le confinement et la fermeture des frontières » grecques, indique Spyros Kintzios, directeur de développement d’Uni-Pharma. De plus « la reprise de la production de chloroquine en Grèce a eu un effet positif sur l’industrie locale dont les exportations sont en hausse ces dernières années », déclare Markos Ollandezos, le président de l’Union panhellénique de l’industrie pharmaceutique en juin.

### Vaccins
En décembre 2020 les premiers vaccins arrivent en Grèce, "9 750 doses arrivées par voie terrestre sous escorte policière en passant par la frontière bulgare au nord. Les vaccinations ont commencé dimanche 27 décembre auprès du personnel soignant de cinq hôpitaux d'Athènes, ainsi que sur des personnes âgées de maisons de retraite".
Une grande partie de la classe politique grecque, notamment le président et le premier ministre sont également vaccinés.
En mars 2021, plus de 950.000 personnes ont été vaccinées.
Le Premier ministre Kyriakos Mitsotakis annonce en juillet 2021 que la vaccination sera obligatoire pour les personnels de santé à partir du début de septembre 2021 sous peine de suspension. Mais la fédération nationale des travailleurs des hôpitaux publics "appellera à la grève et à un rassemblement devant le ministère de la Santé en cas de suspensions" .
À la mi-novembre, le taux de vaccination, inférieur à la moyenne des pays européens, est de 62 %.

## Statistiques

Nombre de cas en Grèce depuis le début de l'épidémie.

Nombre de morts en Grèce depuis le début de l'épidémie.